# Avanhandava
Avanhandava este un oraș în São Paulo (SP), Brazilia. 